# Gerhard von Malberg
Gerhard von Malberg (ur. ok. 1200; zm. 26 listopada po 1244) – w latach 1240–1241 wielki marszałek zakonu krzyżackiego, a od 1241 do 1244 jego wielki mistrz.

## Życiorys

### Młodość i kariera w zakonie
Prawdopodobnie pochodził z Dolnej Nadrenii i był synem hrabiego Teodoryka von Aere, który dzięki małżeństwu z matką Gerharda, Agnes von Malberg, przejął jej nazwisko wraz z posiadłościami i zamkiem leżącym nieopodal Trewiru, która to twierdza do dzisiaj zachowała się jedynie w postaci ruin.
Początkowo Gerhard nie miał zamiaru zostać duchownym, a życie w celibacie go nie pociągało. Ożenił się i miał dwóch synów – Teodoryka i Ottona, co w przyszłości bardzo zaszkodziło zakonowi krzyżackiemu, gdyż obaj, aż do 1260 roku, wytaczali procesy o dobra pozostałe po ojcu. Wiadomo, iż głównym powodem tych sporów była chęć zagarnięcia przez nich ojcowskich pieniędzy, jednak ich szczegóły nie są znane.
Żona Gerharda wkrótce zmarła, a on sam postanowił wyruszyć do Outremeru na Bliskim Wschodzie, gdzie przebywali już jego krewni, będący członkami zakonu templariuszy. Gerhard zdecydował się na wstąpienie w szeregi Krzyżaków, przyjmując śluby zakonne w 1217 w Akce. Do roku 1227 został komturem Toronu, a w 1240 wyniesiono go do rangi wielkiego marszałka zakonu w Akce, co zapewniło mu dowództwo nad wszystkimi siłami krzyżackimi w Palestynie. Był to okres anarchii panującej wśród krzyżowców w Ziemi Świętej, głównie za sprawą wojny pomiędzy templariuszami a joannitami. Krzyżacy w tym czasie panowali na Wschodzie nad zamkami w Syrii. Podczas VI wyprawy krzyżowej, Gerhard popadł w konflikt z ówczesnym wielkim mistrzem, Hermanem von Salzą, który, przy wsparciu cesarza Fryderyka II, pragnął skierować ekspansję zakonu do Prus. Von Malberg stanął na czele frakcji opozycyjnej, popierającej działania zakonne w Ziemi Świętej, był też blisko związany z Królestwem Jerozolimskim i templariuszami, co zapewniało mu respekt wśród braci.

### Rządy na stanowisku wielkiego mistrza
Po śmierci Konrada z Turyngii, następcy Hermana, dostojnicy krzyżaccy wybrali Gerharda na nowego wielkiego mistrza, gdyż obiecywał on skupić uwagę zakonu na poszerzaniu jego wschodnich posiadłości, zwłaszcza w Cylicji, gdzie otrzymali znaczne włości od króla Armenii. Gerhard von Malberg należał do stronników papieża Innocentego IV i posiadał jego wyraźne poparcie, czego wyrazem było papieskie nadanie zakonowi w lenno Prus. W zamian, wielki mistrz zobowiązał się do płacenia papieżowi corocznego trybutu.
Wewnętrzna walka wśród Krzyżaków pomiędzy poszczególnymi frakcjami spowodowała odwołanie Gerharda z urzędu. Było to prawdopodobnie wynikiem przewagi uzyskanej przez frakcję procesarską. 7 lipca 1244 roku, podczas kapituły generalnej w Montfort, starszyzna zakonu zmusiła go do rezygnacji ze stanowiska wielkiego mistrza i do zwrotu wszystkich insygniów władzy. Rozgoryczony Gerhard poprzysiągł im zemstę. Zbiegł w tym celu do templariuszy wraz z grupą zwolenników i, sfałszowawszy pieczęć wielkiego mistrza, zaczął zaciągać ogromne długi w imieniu zakonu, co stało się przyczyną nowego sporu. Trwał on przeszło rok, aż do interwencji papieża Innocentego IV, który udzielił Gerhardowi i jego ludziom dyspensy, pod warunkiem wstąpienia w szeregi templariuszy, oraz uregulował wszystkie długi, wynoszące łącznie 500 grzywien.

### Śmierć
Dalsze losy Gerharda von Malberga są przedmiotem wielu domysłów. Najprawdopodobniej jednak nie usłuchał papieża i nie przystąpił do templariuszy. Zamiast tego, wbrew swym wcześniejszym obietnicom, kontynuował podszywanie się pod wielkiego mistrza i zaciąganie długów w imieniu zakonu. 5 sierpnia 1245 roku rozgniewany papież zezwolił Krzyżakom i prawdziwemu wielkiemu mistrzowi, Henrykowi von Hohenlohe, pociągnąć Gerharda do odpowiedzialności za jego przewinienia. Zakon nie zdążył go jednak ukarać, gdyż zaledwie kilka miesięcy później Gerhard von Malberg nieoczekiwanie zmarł.